# Der träumende Delphin
Der träumende Delphin (Originaltitel: The Dolphin: Story of a Dreamer) ist ein 1995 erschienener Roman des peruanischen Schriftstellers Sergio Bambaren. Das von Bambaren im Selbstverlag veröffentlichte Werk war sein erstes Buch. Die deutsche Ausgabe erschien 1998 im Piper-Verlag.

## Handlung
Der junge Delfin Daniel Alexander spielt gerne mit den Wellen, weil es ihm ein Gefühl von Freiheit gibt.
Doch sein Schwarm, unter ihnen sein bester Freund Michael Benjamin, halten seine Leidenschaft auf den Wellen zu reiten für kindisch und gefährlich. Michael sagt Daniel, dass man sich besser auf das Fischen konzentrieren sollte. Daniel erklärt, dass man auch Zeit haben muss, seine Träume auszuleben und dass man fischt um zu leben und nicht dafür lebt, um zu fischen. 
Eines Tages hört Daniel Alexander die Stimme des Meeres, die ihm sagt, dass er den Sinn des Lebens nur finden kann, wenn er die perfekte Welle findet und darauf reitet.
Daniel hört auf die Stimme und macht sich auf die große Reise, um die perfekte Welle und somit auch den Sinn des Lebens zu finden.

## Wirkung
Sergio Bambarens Buch ist ein Plädoyer für die Verwirklichung seiner Träume, ähnlich wie Der kleine Prinz und Die Möwe Jonathan. Das Buch wurde in fast 30 Sprachen übersetzt.

## Verfilmung
Am 8. Oktober 2009 erschien der Animationsfilm Der Delfin – Die Geschichte eines Träumers, welcher auf dem Roman basiert.

## Hintergrund
10 Jahre später veröffentlichte Bambaren den Roman Die Heimkehr des träumenden Delphins (Originaltitel: Daniel – Ten Years later), in dem die Geschichte weitererzählt wird.

## Ausgaben (Auswahl)
Die hier aufgeführten Bücher sind mit begleitenden Fotos oder Zeichnungen versehen:
- Der träumende Delphin. Eine magische Reise zu dir selbst. Piper, München / Zürich 2010, 29. Aufl., ISBN 978-3-492-05387-7 (Taschenbuch)
- Der Delfin. Die Geschichte eines Träumers. ars Edition, München 2016, ISBN 978-3-8458-1103-1 (Adaption des Romans für Kinder)

Hörbuch, gelesen von Markus Hoffmann:
- Der träumende Delphin. Eine magische Reise zu dir selbst. Audio-CD. Steinbach sprechende Bücher, Schwäbisch Hall 2001, ISBN 978-3-88698-540-1